# Bayog
Bayog est une localité de la province du Zamboanga du Sud, aux Philippines. Dès 2020, elle compte 34 519 habitants.